# Detre Annamária
Detre Annamária (Budapest, 1948. április 25. –)  magyar színésznő, Lucélia Santos és Delia Boccardo állandó magyar hangja.

## Élete és pályafutása
1970-ben, miután elvégezte a Színház- és Filmművészeti Főiskolát, a Vígszínháznál kezdte pályáját. 1973-tól 1976-ig a Budapesti Gyermekszínház tagja volt, egyidejűleg az Eötvös Loránd Tudományegyetem Bölcsészettudományi Karának pszichológia szakára járt, ahol 1976-ban diplomázott. 1977–78-ban az Állami Déryné Színház szerződtette, majd 1978-tól 1990-ig az Arany János Színháznál játszott. 1990 óta szabadfoglalkozású színészként dolgozik. Elsősorban szinkronizál. Megalapítója a Detre Meseszínháznak, ahol Kovács Éva Rebeccával 1995 óta dolgozott együtt, egy gyermekszínházi program keretén belül; kisiskolás, valamint óvodás korú gyermekeknek mutattak be zenés mesejátékokat.
2014-ben megválasztották a Színházi Dolgozók Szakszervezetében a Szabadfoglakozású Színészek és Előadóművészek alapszervezetének elnökévé.

### Magánélete
Két férje is színész volt, az első Kaló Flórián, a harmadik pedig Molnár Lajos orvos, akivel 1999-ben kötött házasságot. Gyermeke egyik házasságából sem született.
A főiskolai évek alatt egy évig Benedek Miklós volt a párja.

## Fontosabb színházi szerepei
A Színházi adattárban regisztrált bemutatóinak száma: 47. Ugyanitt négy színházi fotón is látható.
- Margie (O’Neill: Eljő a jeges)
- Hamupipőke (Romhányi József–Fényes Szabolcs)
- Becky (Mark Twain: Tom Sawyer kalandjai)
- Beatrix (Jékely Zoltán: Mátyás király juhásza)
- Júlia (Szántó A.–Szécsény M.–Fényes Sz.: Paprikás csirke)

## Filmjei

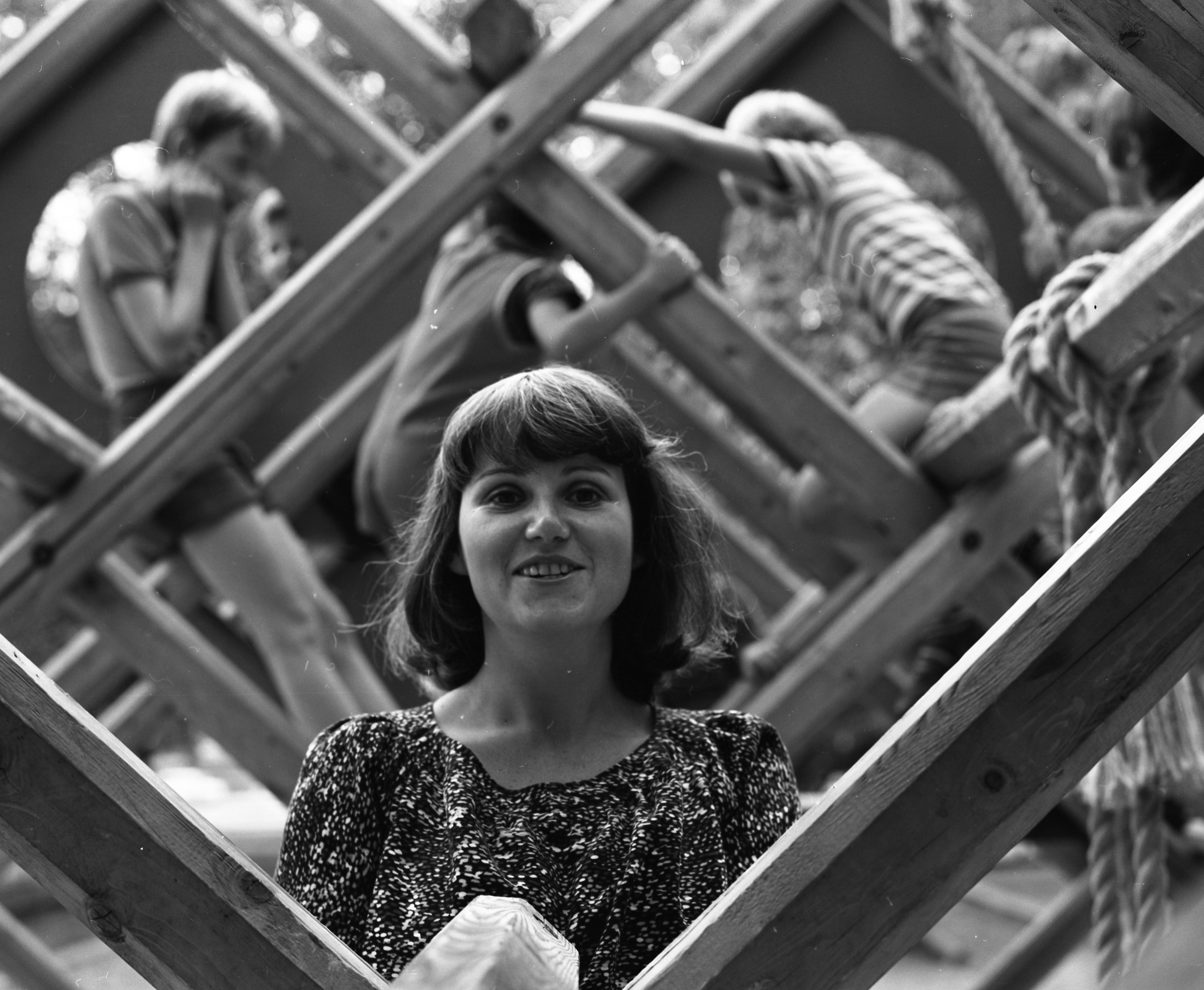
Detre Annamária 1976-ban (Urbán Tamás felvétele)

- TV a város szélén (filmsorozat) 7. rész: Dönci édesanyja
- Családi kör (filmsorozat, 1990)
- Alapképlet (tévéfilm, 1989)
- Micike és az Angyalok (tévéfilm, 1987)
- Rabszolgasors (brazil tévésorozat, Isaura magyar hangja)
- Az elvarázsolt dollár (1985) butikos
- Örökkön-örökké (tévéfilm, 1984)
- Kismaszat és a Gézengúzok (TV-film, 1984)
- Jégapó (TV-film, 1984) Páva
- A hercegnő és a robot (1983) Mónika
- Rab ember fiai (tévéfilm, 1979) Piszlicár görög kalmár lányának, Ilucinak a hangja
- A luxusvilla titka (tévéfilm, 1979)
- A kisfiú meg az oroszlánok (tévéfilm, 1979) Gabriella
- Varjúdombi meleghozók (filmsorozat, 1978)
- Kicsik és nagyok (1978) (hang)
- Különféle menedékek (1978) (hang)
- Vízipók-Csodapók (rajzfilmsorozat, 1976): - Búcsú a csigaháztól, A csigalift, Buborék nyaklánc, Neveletlen szúnyoglárvák (hang)
- Kérem a következőt! (rajzfilmsorozat, 1974): - Egy király ne ugráljon!, Szerelmes Ursula (hang)
- Intőkönyvem története (tévéfilm, 1974) Elárusítólány
- A palacsintás király (TV film, 1973) Kökényszemű Katica
- Végre, hétfő! (1971) Pincérlány (hang)
- A gyilkos a házban van (1971) Klári
- A képzelt beteg (tévéfilm, 1971) Angyalka (Angelique)
- A beszélő köntös (1969) Cinna, cigánylány (Detre Anna néven)
- Fogd a pénzt és fuss! - Louise (hang)

## CD-k és hangoskönyvek
- Illyés Gyula: Háromszor hét magyar népmese (Móra Ferenc Ifjúsági Könyvkiadó, 2007)[5]